# مارثا كولينز
مارثا كولينز (بالإنجليزية: Martha Collins)‏ هي كاتِبة وشاعرة أمريكية، ولدت في 1940.

## وصلات خارجية
- مارثا كولينز على موقع ديسكوغز (الإنجليزية)